# Nanbu
För andra betydelser, se Nanbu (olika betydelser).
Nanbu, tidigare stavat Nanpu, är ett härad som lyder under Nanchongs stad på prefekturnivå i Sichuan-provinsen i sydvästra Kina. Det ligger omkring 190 kilometer öster om provinshuvudstaden Chengdu.